# 庄子內
庄子內，原寫為庄仔內，是新北市淡水區的一個地名，位於該區中部偏南，範圍大致為中興里、長庚里北部、幸福里最北端、鄧公里東北半部、學府里、樹興里西端。

## 歷史
台灣清治末期至日治前期，庄子內地區為一街庄，稱為「庄仔內庄」，隸屬於芝蘭三堡。該庄東北與北投仔庄為鄰，東與樹林口庄為鄰，南邊為竿蓁林庄，西南邊為滬尾街，西邊及北邊為水碓仔庄。
1901年（日治明治三十四年）11月，該庄隸屬於臺北廳，編入第二十五區。1906年（明治三十九年）1月，第二十四區及二十五區、二十六區的部分街庄合併為「滬尾區」，該庄屬之。1920年（大正九年），該庄改制並改名為「庄子內」大字，隸屬於臺北州淡水郡淡水街。
戰後淡水街改制為淡水鎮，隸屬於臺北縣，大字亦改制為里。2010年12月，臺北縣升格為新北市，淡水鎮亦改制為淡水區。

## 交通
省道台2線經過庄子內地區東部，往西北轉北可前往三芝、石門、金山、萬里、基隆等地，往南可接台2乙線前往北投、士林、台北市區，亦可接洲美快速道路、環河南北快速道路快速進入台北市區。
市道101號經過本地區，往東北轉北可前往三芝，往西南轉南可前往淡水市區。

## 學校
- 淡江大學
- 鄧公國小